# رامو توکاشیکی
رامو توکاشیکی (انگلیسی: Ramu Tokashiki؛ زادهٔ ۱۱ ژوئن ۱۹۹۱) بازیکن بسکتبال اهل ژاپن است.
وی در مسابقات کشوری و بین‌المللی در مجموع برندهٔ ۴ مدال طلا، ۱ مدال نقره، ۱ مدال برنز شده‌است.